# Вулиця Олександра Білаша
Ву́лиця Олекса́ндра Білаша́ — вулиця в Деснянському районі міста Києва, котеджне селище Деснянське. Пролягає від Заозерного провулку до кінця забудови.
Прилучаються Волошковий, Краєвидний провулки, вулиця Григорія Вірьовки.

## Історія
Сформувалася на початку 2010-х років як одна з вулиць котеджного селища Деснянське. Сучасна назва на честь українського композитора Олександра Білаша — з 2011 року.